# Arktisk pärlemorfjäril
Arktisk pärlemorfjäril (Boloria chariclea) är en brunorange fjäril som förekommer norr om polcirkeln i Europa och Asien, på Grönland och i hela Kanada och delar av USA i Nordamerika.

## Utseende

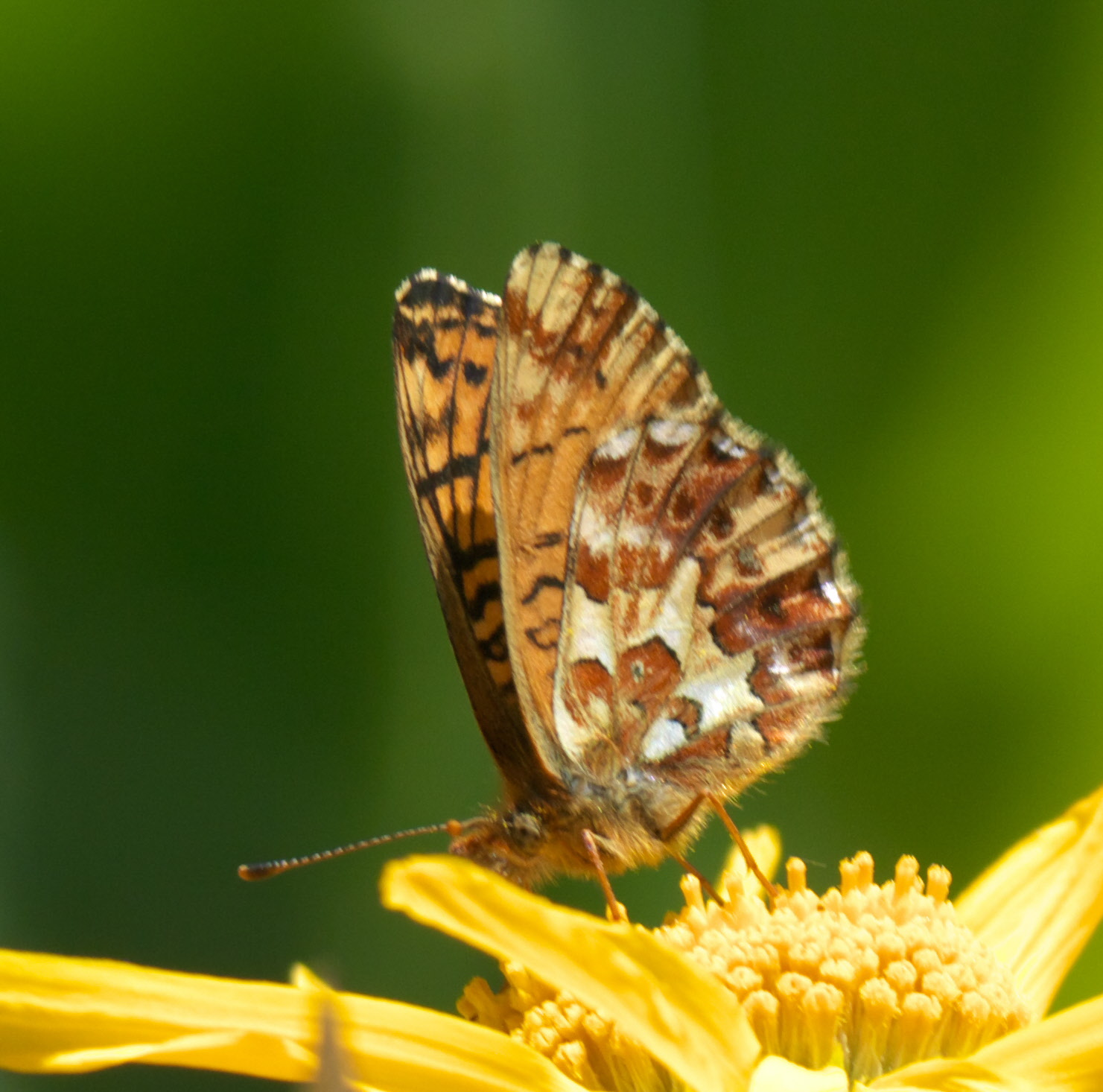
Undersida av Boloria chariclea helena.

Vingspannet varierar mellan 35 och 43 millimeter. Hanen och honan är ganska lika varandra och färgerna kan variera beroende på var i utbredningsområdet fjärilen lever. Men i huvudsak är ovansidan orange med många mörkbruna fläckar mestadels ordnade i band. Närmast kroppen är både framvingen och bakvingen mörkbrun. Undersidan av framvingen är ljusare orange med några mindre mörkbruna fläckar samt ljusare bruna och gulvita fläckar i framhörnet. Bakvingens undersida är mönstrad med fält i olika bruna, rödbruna och gulvita nyanser. Tvärs över bakvingen finns ett oregelbundet vitt band.
Den fullväxta larven är gråsvart och taggig.

## Levnadssätt
Denna fjäril, liksom alla andra fjärilar, genomgår under sitt liv fyra olika stadier; ägg, larv, puppa och fullvuxen (imago). En sådan förvandling kallas för fullständig metamorfos.
Flygtiden, den period när fjärilen är fullvuxen, infaller någon gång mellan maj och augusti, senare under denna tid längre norrut eller på högre höjder. Under flygtiden parar sig fjärilarna och honan lägger äggen. Ur ägget kläcks larven. Värdväxter, de växter larven lever på och äter av, är bland annat fjällsippa, kantljung, olika arter i videsläktet och violsläktet.
Larven övervintrar, i kyligare delar av Nordamerika två vintrar varav den andra som fullväxt. Härefter förpuppas larven och efter en eller ett par veckor kläcks den fullbildade fjärilen och en ny flygtid börjar.

### Habitat
Fjärilens habitat, den miljö den lever i, varierar. Den förekommer dels på kyliga, steniga hedar, dels i skogsområden och på myrar.

## Utbredning
Den arktiska pärlemorfjärilens utbredningsområde är norr om polcirkeln i Europa och Asien ända österut till Tjuktjerhalvön. Utbredningen i Nordamerika är i stora delar av Kanada, några av USA:s nordligaste delstater samt i Klippiga bergen.
Den förekommer i Norden, förutom på Grönland, bara i de nordligaste fjälltrakterna, från Troms fylke i Norge, Padjelanta och Torne träsk i Sverige och från Pallastunturi i Muonio i Finland och vidare norrut till Kolahalvön.

## Systematik
Ibland placeras denna art i släktet Clossiana, men oftare anges detta som ett undersläkte till Boloria.
Det råder diskussioner kring antalet underarter och huruvida en eller flera underarter som förekommer i Nordamerika egentligen borde utgöra en egen art.